# 朱主爱
朱主愛 （Joyce Chu，1997年3月7日—），藝名四葉草，馬來西亞女歌手、作曲家及演員，所屬經紀公司為樂騰演藝。曾因洗腦歌曲《Malaysia Chabor》和《好想你》紅遍網路，掀起多地翻唱熱潮，曲風以輕快活潑為主，在馬來西亞和多地知名度很高。2020年參加中國大陸女團選秀節目《創造營2020》，取得第九名，未能成團。現為個人歌手和演員。其粉絲名為「草草軍團」，應援色為「四葉草綠色」 （#5EDC1F）。

## 早年經歷
朱主爱是本地马来西亚华人，祖籍海南省，擁有部分峇峇娘惹的血統。她是家中么女，有一名哥哥和姐姐，在柔佛州新山市出生和长大。小学就读新山柏伶培華小学，中学时期前往新加坡士林中學就讀。中學畢業後，雖然獲准多间大学入學申請，但因黃明志遊說而進入演藝圈。四葉草初期表演方式，以自彈自唱在YouTube發佈影片為主，会弹钢琴、吉他、尤克里里。

## 生平
2014年，被黄明志的马来西亚红人经纪公司（Red People）相中，5月以由黄明志负责首支单曲《Malaysia Chabor》（马来西亚查某）出道。
歌曲中提到，由于平时的妆容和打扮比较接近韩国风，因此四叶草经常被误认为是韩国女孩，她在歌里唱道她是个马来西亚女孩，而查某是福建话里女孩的读音。这首歌曲在马来西亚网络迅速爆红，使得她在马来西亚一举成名，MV目前已累计2700万次点阅率。12月，在2014 Neway K歌榜颁奖典礼上演唱《Malaysia Chabor》，并凭借此歌获得5大独家K歌奖 。
2015年1月，受邀登上北京广播电视台环球春晚舞台，为首位受邀参与的大马艺人。同年11月，于台湾出道，发行首张同名EP《四葉草 Joyce Chu》。
其中主打曲《好想你》继续爆红，成为洗脑歌曲。歌词中，“好想你”三个字一共出现了55次，大胆表达了对恋人的喜爱之情，成为告白的甜蜜情歌。由于歌曲轻快活泼，更被快樂寶拉、组合TFBOYS、鄭容和、朴宝剑等人分別翻唱，让她在多地知名度大开，MV自今已经累计超过6330万观看次数（截至2022年4月）。
2016年1月，推出与黄明志合唱的歌曲《好想你2.0》；3月，推出《好想你》越南语版。2016年5月，主演新加坡喜剧電影《最佳伙扮》，并且演唱电影主题曲。 6月，參與江蘇衛視歌唱真人秀《蓋世英雄》，並成為導師王力宏的學員，在中國打開曝光率。同年12月，推出第二张EP《在一起 / 冷冷der聖誕節》，以圣诞节为元素。
2017年2月，推出与何念兹合唱歌曲《小清新》。6月，推出张学友歌曲翻唱《不老的传说》。10月，发行第一张个人专辑《我來自四葉草》，收录十首新歌，其中歌曲《莫名其妙愛上你》也曾是抖音热曲。
2019年1月，客串泰国爱情电影《友情以上》（Friend Zone），并合唱电影主题曲。4月，为中国大陆电视剧《我只喜欢你》演唱的片头曲。5月，为中国电信5G创作主题曲。2020年4月，主演首部電視劇，台灣電視劇《若是一個人》，並在劇中以台語演出。
2020年5月，以乐腾演艺训练生名义，參加腾讯视频的偶像女团选秀节目《创造营2020》，是马新地区唯一选手。2020年7月，她在比赛中一路挺进总决赛15强，最后获得第9名，未能成团出道。她是继尤长靖后，第二位闯进中国选秀成团节目总决赛的马来西亚人。7月，推出個人單曲《做夢》。10月，再次推出两首原创个人单曲《老公公老婆婆》和《爱的魔法圈》。

## 音樂

### 數位單曲/歌曲列表
| 日期           | 名稱                                                    | 備註 |
| 2013年11月     | 《因為你是你》(Because You Are You)                     | 個人首次創作（未正式發行） |
| 2014年5月      | 《馬來西亞查某》(Malaysia Chabor）                      | 出道單曲 |
| 2014年10月     | 《伸出圓手》(Your Little Round Hand)                    | |
| 2014年12月     | 《LIKE ME!!》                                           | |
| 2014年12月     | 《謝謝你》                                              | Red People 招生形象MV |
| 2015年2月      | 《家裡》(Sweet Home)                                    | Red People 2015农历新年歌曲                                                                                                   |
| 2015年9月      | 《It's a long day》                                     | |
| 2015年11月     | 《好想你》(I Miss You)                                  | |
| 2015年11月     | 《好想你 2.0》(I Miss You 2.0)                          | ft. 黄明志 |
| 2016年3月      | 《Em nhớ anh》(I Miss You Vietnamese)                   | 《好想你》越南版 |
| 2016年5月      | 《321 Go!》                                             | 新加坡電影《最佳伙扮》主題曲                                                                                                  |
| 2016年6月      | 《好想你 3.0》 (I Miss U 3.0)                           | ft. 黄明志 |
| 2016年7月      | 《在一起》(Together)                                    | ft. 黄明志 |
| 2016年10月     | 《Water！打功夫》                                       | ft. 黄明志 |
| 2016年12月     | 《冷冷der聖誕節》(Marry Cold Christmas)                 | |
| 2017年1月      | 《在一起 (2017个唱版)》(Together Ver. 2017 solo)        | |
| 2017年2月      | 《新寶島曼波》 (Mambo Island)                           | |
| 2017年2月      | 《小清新》(Simple Love)                                 | ft. 何念兹 |
| 2017年6月      | 《不老的傳說》(The Never Old Legend)                    | 翻唱張學友歌曲《不老的傳說》                                                                                                  |
| 2017年7月      | 《快接電話！》(Answer The Phone!)                       | |
| 2017年11月     | 《阿娘喂！》(Oh My Mother!)                             | |
| 2018年1月      | 《莫名其妙愛上你》 (Fell In Love With You Ridiculously) | |
| 2018年4月      | 《小房間》(In This Room)                                | |
| 2019年1月      | 《คิดมาก》（想太多）                                     | 泰国电影《友情以上》主题曲合唱                                                                                                |
| 2019年4月      | 《藏不住的心跳》(Unseen Heartbeat)                      | 中國大陆偶像劇《我只喜歡你》片头曲                                                                                            |
| 2019年5月      | 《Hello 5G》                                            | 中国电信Hello 5G主题曲 |
| 2020年7月20日  | 《做梦》(Dreaming)                                      | Hello! 朱主爱 |
| 2020年10月     | 《老公公老婆婆》(Grandpa and Grandma)                   | Hello! 朱主爱 |
| 2020年10月     | 《爱的魔法圈》(Magic Circle of Love)                    | |
| 2020年11月18日 | 《粤潮好生活》                                          | 由梁汉文、朱主爱、詹瑞文、欧静娜、小笼包乐队、hater黑泽合唱的抖incity城市美好生活节之“抖in广州””粤潮制燥“主题曲《粤潮好生活》 |
| 2021年3月30日  | 《智慧生命》                                            | 流行金曲排行榜特别企划单曲由朱主爱 / BC221 / 李大卫 / 许馨文 / 曹寅 / 桂雨濛合唱的助疫之歌                                    |
| 2021年4月1日   | 《Hello!》                                              | Hello! 朱主爱 |
| 2021年4月1日   | 《想写一首歌》                                          | Hello! 朱主爱 |
| 2021年4月1日   | 《想不到吧》                                            | Hello! 朱主爱 |
| 2021年7月14日  | 《向往的岛》                                            | 腾讯音乐娱乐特别企划「新赏亅之[今天情人节]                                                                                    |
| 2021年11月10日 | 《这就是天翼》                                          | 继《hello 5g》后朱主爱再次为中国电信定制创作云改数转主题歌曲                                                                  |
| 2021年12月15日 | 《小熊饼干(单人版)》                                    | 电视剧《你是我最甜蜜的心事》插曲                                                                                              |
| 2021年12月19日 | 《月下》                                                | 电视剧《卿卿我心》片头曲 |
| 2022年5月25日  | 《剩》                                                  | 《25%》 |
| 2022年5月25日  | 《沒什麼大不了》                                        | 《25%》 |
| 2022年5月25日  | 《偽文青》                                              | 《25%》 |
| 2022年5月25日  | 《窗》                                                  | 《25%》 |
| 2022年5月25日  | 《HAZY NIGHT》                                          | 《25%》 |
| 2022年10月22日 | 《叫你一声my love》                                     | 青春重置计划6 特调汽水 (原唱 : 小虎队)                                                                                        |
| 2022年12月15日 | 《找到爱》                                              | 与陆虎为电视剧《拜托了！8小时》共同演唱的插曲                                                                                 |
| 2023年3月22日  | 《雨》                                                  | |
| 2023年4月19日  | 《年少》                                                | 《瞧！你这小脾气》影视剧片头曲                                                                                                |
| 2023年5月1日   | 《环岛飞行》                                            | |
| 2023年6月16日  | 《噜啦啦》                                              | |

### 專輯
| 排序 | 日期           | 專輯類型 | 名稱                       | 曲目 |  |
| 1st  | 2015年11月19日 | Ep       | 《四葉草 Joyce Chu》       | 1. 馬來西亞查某 Malaysia Chabor 2. 好想你 I Miss You 3. It's A Long Day                                              |  |
| 2nd  | 2016年12月8日  | Ep       | 《在一起 / 冷冷der聖誕節》 | 1. 在一起 2. 冷冷der圣诞节 3. 321 GO!                                                                                |  |
| 3rd  | 2017年10月29日 | 大碟     | 《我來自四葉草》           | 1. 阿娘喂 2. 外星语 3. 莫名其妙爱上你 4. 小房間 5. 吃定你 6. 快接電話！ 7. 新寶島曼波 8. 小清新 9. 伸出圓手 10. 家裡 |  |
| 4th  | 2021年4月1日   | EP       | 《Hello! 朱主爱》          | 1. Hello! 2. 想写一首歌 3. 想不到吧 4. 老公公老婆婆 5. 做梦                                                          |  |
| 5th  | 2022年5月25日  | EP       | 《25%》                    | 1. 剩 2. 沒什麼大不了 3. 偽文青 4. 窗 5. HAZY NIGHT                                                                  |  |

## 影視作品

### 電視劇
| 首播   | 頻道             | 劇名           | 角色   | 性質         | 備註                     |
| 2020年 | 大愛電視台       | 《舞出寂靜》   | 路人   | 客串         |                          |
| 2020年 | 華視、公視台語台 | 《若是一個人》 | 丁秀歡 | 主要演員之一 | 朱主爱首部正式參演電視劇 |

### 網路劇
| 首播   | 名稱                      | 角色 | 性質                   | 播出頻道               |
| 2014年 | 《Opera ABC》(青春三選一) | 天使 | 女配角                 | Red People YouTube频道 |
| 未播出 | 《音為愛上你》            | 小愛 | 女主角                 | 未知                   |
| 2023年 | 《25小时恋爱》            | 林冉 | 参演第十八集和第十九集 | 腾讯视频               |

### 電影
| 上映日期      | 制作地区 | 名稱                           | 角色        | 性質                 |
| 2016年5月26日 | 新加坡   | 《最佳伙扮》(Young & Fabulous) | Violet 紫寧 | 女主角               |
| 2019年2月14日 | 泰国     | 《限時好友》(Friend Zone)      | 朱主愛      | 客串演出、演唱主題曲 |

### 綜藝節目
| 年份   | 日期   | 電視台/播出平台            | 節目名稱           |
| 2016年 | 6月    | 江蘇衛視                   | 《蓋世音雄》       |
| 2017年 | 3月    | 衛視中文台                 | 《女人234》        |
| 2018年 | 6月9日 | 八大電視台                 | 《17好聰明》       |
| 2020年 | 5月2日 | 騰訊視頻                   | 《創造營2020》     |
| 2023年 | 6月3日 | TVB                        | 《萬眾同心公益金》 |
| 2024年 | 3月2日 | TVB                        | 《博愛歡樂傳萬家》 |
| 2024年 | 7月5日 | 广东广播电视台4K超高清频道 | 《茶余饭后》       |

### 廣告作品
中国購物APP“拼多多”曾購買朱主愛所演唱的《好想你》版權，並改編作為拼多多的主題曲。